# Carlien Dirkse van den Heuvel
Carlien Dirkse van den Heuvel ('s-Hertogenbosch, 16 aprile 1987) è una hockeista su prato olandese, vincitrice dell'oro olimpico a Londra 2012 e del campionato mondiale di L'Aia 2014.

## Palmarès
- Giochi olimpici

Londra 2012: oro.
Rio de Janeiro 2016: argento.
- Campionato mondiale

Rosario 2010: argento.
L'Aia 2014: oro.
- Hockey Champions Trophy

Mönchengladbach 2008: bronzo.
Sydney 2009: bronzo.
Nottingham 2010: argento.
Amstelveen 2011: oro.
Rosario 2012: bronzo.
Mendoza 2014: bronzo.
Londra 2015: argento.
Londra 2016: argento.
- Campionato europeo

Amstelveen 2009: oro.
Gladbach 2011: oro.
Boom 2013: bronzo.
Londra 2015: argento.
Amstelveen 2017: oro.